# Marc Shaiman
Marc Shaiman (Newark, 22 oktober 1959) is een Amerikaans filmcomponist.
Shaiman begon zijn carrière in het theater en werkte met Bette Midler aan "Wind Beneath My Wings" en "From a Distance". Hij schreef musicals als Hairspray in 2002 op Broadway. Hij werkte ook voor artiesten als Barbra Streisand, Barry Manilow, Eric Clapton, Lauryn Hill en had vaak een samenwerking met Rob Reiner, Billy Crystal en Scott Wittman. Hij componeert vanaf eind jaren tachtig ook de muziek voor films als A Few Good Men, Sister Act en Sleepless in Seattle, ook schreef hij de muziek voor de televisieserie Smash (2012). Shaiman werd zeven maal genomineerd voor een Academy Award.

## Filmografie
| Jaar | Titel                                     | Opmerkingen |
| ---- | ----------------------------------------- | ----------- |
| 1990 | Misery                                    |             |
| 1991 | Scenes from a Mall                        |             |
| 1991 | City Slickers                             |             |
| 1991 | The Addams Family                         |             |
| 1992 | Sister Act                                |             |
| 1992 | A Few Good Men                            |             |
| 1993 | Sleepless in Seattle                      |             |
| 1993 | Heart and Souls                           |             |
| 1993 | Addams Family Values                      |             |
| 1994 | City Slickers: The Legend of Curly's Gold |             |
| 1994 | North                                     |             |
| 1994 | Speechless                                |             |
| 1995 | Stuart Save His Family                    |             |
| 1995 | Forget Paris                              |             |
| 1995 | The American President                    |             |
| 1996 | Bogus                                     |             |
| 1996 | Mother                                    |             |
| 1996 | The First Wives Club                      |             |
| 1996 | Ghosts of Mississippi                     |             |
| 1997 | George of the Jungle                      |             |
| 1997 | In & Out                                  |             |
| 1998 | My Giant                                  |             |
| 1998 | Simon Birch                               |             |
| 1998 | Patch Adams                               |             |
| 1999 | The Out-of-Towner                         |             |
| 1999 | South Park: Bigger, Longer & Uncut        |             |
| 1999 | The Story of Us                           |             |
| 2000 | The Kid                                   |             |
| 2001 | One Night at McCool's                     |             |
| 2003 | Down with Love                            |             |
| 2003 | Alex & Emma                               |             |
| 2005 | Rumor Has It...                           |             |
| 2007 | Hairspray                                 |             |
| 2007 | The Bucket List                           |             |
| 2010 | Flipped                                   |             |
| 2012 | The Magic of Belle Isle                   |             |
| 2012 | Parental Guidance                         |             |
| 2014 | And So It Goes                            |             |
| 2016 | LBJ                                       |             |
| 2018 | Mary Poppins Returns                      |             |

## Overige producties

### Televisiefilms
| Jaar | Titel            | Opmerkingen |
| ---- | ---------------- | ----------- |
| 1990 | Partners in Life |             |
| 1999 | Jackie's Black!  |             |
| 2001 | 61*              |             |

### Televisieseries
| Jaar | Titel   | Opmerkingen |
| ---- | ------- | ----------- |
| 1991 | Sesions | miniserie   |
| 2000 | Bette   | titelmuziek |
| 2012 | Smash   |             |

### Additionele muziek
| Jaar | Titel                               | Opmerkingen       |
| ---- | ----------------------------------- | ----------------- |
| 2001 | What's the Worst That Could Happen? | voor Tyler Bates  |
| 2017 | The Star                            | voor John Paesano |

## Prijzen en nominaties

### Academy Awards
| Jaar | Titel                              | Categorie                                           | Uitslag     |
| ---- | ---------------------------------- | --------------------------------------------------- | ----------- |
| 1994 | Sleepless in Seattle               | Beste filmsong, voor A Wink and a Smile             | Genomineerd |
| 1996 | The American President             | Beste muzikale of komische filmmuziek               | Genomineerd |
| 1997 | The First Wives Club               | Beste muzikale of komische filmmuziek               | Genomineerd |
| 1999 | Patch Adams                        | Beste muzikale of komische filmmuziek               | Genomineerd |
| 2000 | South Park: Bigger, Longer & Uncut | Beste filmsong, voor Blame Canada                   | Genomineerd |
| 2019 | Mary Poppins Returns               | Beste filmmuziek                                    | Genomineerd |
| 2019 | Mary Poppins Returns               | Beste filmsong, voor The Place Where Lost Things Go | Genomineerd |

### BAFTA Awards
| Jaar | Titel                | Categorie        | Uitslag     |
| ---- | -------------------- | ---------------- | ----------- |
| 1994 | Sleepless in Seattle | Beste filmmuziek | Genomineerd |
| 2019 | Mary Poppins Returns | Beste filmmuziek | Genomineerd |

### Emmy Awards
| Jaar | Titel | Categorie                                                                                 | Uitslag     |
| ---- | ----- | ----------------------------------------------------------------------------------------- | ----------- |
| 2012 | Smash | Beste compositie voor een televisieserie (originele dramatische muziek), afl. "Publicity" | Genomineerd |
| 2012 | Smash | Beste muziek en teksten, voor de song: "Let Be Me Your Star", afl. "The Pilot"            | Genomineerd |
| 2013 | Smash | Beste muziek en teksten, voor de song: "Hang the Moon", afl. "The Parents"                | Genomineerd |

### Golden Globe Awards
| Jaar | Titel                | Categorie                     | Uitslag     |
| ---- | -------------------- | ----------------------------- | ----------- |
| 2018 | The Star             | Beste filmsong, voor The Star | Genomineerd |
| 2019 | Mary Poppins Returns | Beste filmmuziek              | Genomineerd |

### Grammy Awards
| Jaar | Titel                | Categorie                                                                     | Uitslag     |
| ---- | -------------------- | ----------------------------------------------------------------------------- | ----------- |
| 2008 | Hairspray            | Beste compilatie soundtrackalbum voor film, televisie of andere visuele media | Genomineerd |
| 2013 | Smash                | Beste song voor visuele media, voor Let Me Be Your Star                       | Genomineerd |
| 2020 | Mary Poppins Returns | Beste muziek soundtrack voor visuele media                                    | Genomineerd |

- Biblioteca Nacional de España: XX1126317
- Bibliothèque nationale de France: cb13999049h (data)
- Catàleg d'autoritats de noms i títols de Catalunya: 981058511240106706
- Gemeinsame Normdatei: 129619906
- International Standard Name Identifier: 0000 0001 0877 0198
- Library of Congress Control Number: n92014746
- Nationale Bibliotheek van Letland: 000309021
- MusicBrainz: 4210c92d-09ad-45c0-8fad-3dc9590fa296
- Nationale Bibliotheek van Tsjechië: xx0075161
- Nationale Bibliotheek van Israël: 987007424339305171
- Nederlandse Thesaurus van Auteursnamen: 244703698
- SNAC: w6dj69zm
- Système universitaire de documentation: 087931818
- Trove: 1596301
- Virtual International Authority File: 19876448
- WorldCat: E39PBJd87wJTmGQxfvCDt46HYP